# The Love Affair
The Love Affair war eine britische Popband, die Ende der 1960er Jahre neben stilistisch ähnlichen Gruppen wie Amen Corner, The Marmalade oder The Tremeloes einige Erfolge in den europäischen Musikcharts feiern konnte.

## Wirken
1966 gründeten Stephen „Steve“ Ellis (* 7. April 1950, Gesang), Maurice Bacon (* 26. Januar 1952, Schlagzeug), Morgan Fisher (* 1. Januar 1950, Keyboard), Ian Miller (Gitarre) und Warwick Rose (Bass) die Band Soul Survivors. Da es bereits eine US-amerikanische Band gleichen Namens gab, änderten sie ihren Namen in The Love Affair. Die Besetzung änderte sich im Laufe der Zeit mehrfach. Zu den zeitweiligen Bandmitgliedern gehörte unter anderem Peter Bardens (Keyboard).
Die erste Single She Smiled Sweetly, ein Song von Mick Jagger und Keith Richards, erschien Anfang 1967, war jedoch ein Flop. Ende 1967 kam Everlasting Love heraus und stieg in Großbritannien auf Platz 1 der Charts. Das Lied war in den USA zuvor bereits von Robert Knight veröffentlicht worden. Es folgten etliche weitere Hits wie A Day Without Love oder Rainbow Valley (beide 1968) und auch Bringing On Back The Good Times (1969). Erst viele Jahre später gab der Produzent Mike Smith zu, dass außer dem Leadsänger Steve Ellis kein anderes Mitglied „auch nur in der Nähe des Studios gewesen sei“. Sie waren ihm einfach zu schlecht, und so stellte er dem Sänger Studiomusiker zur Seite.
1971 löste sich die Band wieder auf. Steve Ellis gründete erst die Band Ellis und sang anschließend bei The Widowmakers. Nach 1991 spielte er als Steve Ellis’s Love Affair.

## Diskografie

### Alben
- 1969: The Everlasting Love Affair
- 1971: New Day

### Kompilationen
- 1991: Everlasting Hits
- 2001: The Best of the Good Times
- 2002: Singles A’s and B’s

### Singles
| Jahr | Titel Album                                    | Höchstplatzierung, Gesamtwochen, AuszeichnungChartplatzierungen (Jahr, Titel, Album, Platzierungen, Wochen, Auszeichnungen, Anmerkungen) | Höchstplatzierung, Gesamtwochen, AuszeichnungChartplatzierungen (Jahr, Titel, Album, Platzierungen, Wochen, Auszeichnungen, Anmerkungen) | Höchstplatzierung, Gesamtwochen, AuszeichnungChartplatzierungen (Jahr, Titel, Album, Platzierungen, Wochen, Auszeichnungen, Anmerkungen) | Höchstplatzierung, Gesamtwochen, AuszeichnungChartplatzierungen (Jahr, Titel, Album, Platzierungen, Wochen, Auszeichnungen, Anmerkungen) | Anmerkungen                            |
| Jahr | Titel Album                                    | DE | AT | CH | UK | Anmerkungen                            |
| ---- | ---------------------------------------------- | --- | --- | --- | --- | -------------------------------------- |
| 1967 | Everlasting Love The Everlasting Love Affair   | DE12 (4 Wo.)DE | AT12 (8 Wo.)AT | CH6 (3 Wo.)CH | UK1 Gold · (12 Wo.)UK | Erstveröffentlichung: 8. Dezember 1967 |
| 1968 | Rainbow Valley The Everlasting Love Affair     | DE37 (1 Wo.)DE | — | — | UK5 (13 Wo.)UK | Erstveröffentlichung: 5. April 1968    |
| 1968 | A Day Without Love The Everlasting Love Affair | — | AT17 (4 Wo.)AT | — | UK6 (12 Wo.)UK | Erstveröffentlichung: 23. August 1968  |
| 1969 | One Road –                                     | — | — | — | UK16 (9 Wo.)UK | Erstveröffentlichung: 7. Februar 1969  |
| 1969 | Bringing on Back the Good Times –              | — | — | — | UK9 (10 Wo.)UK | Erstveröffentlichung: 4. Juli 1969     |

grau schraffiert: keine Chartdaten aus diesem Jahr verfügbar
Weitere Singles
- 1967: She Smiled Sweetly
- 1969: Baby I Know
- 1970: Lincoln County
- 1970: Speak of Peace, Sing of Joy
- 1971: Wake Me I Am Dreaming
- 1971: Help (Get Me Some Help)